# DGA Techniques hydrodynamiques
Le centre DGA Techniques hydrodynamiques (anciennement bassin d'essais des carènes) est un centre d'essais et de recherche en hydrodynamique et hydroacoustique navale, dépendant de la direction générale de l'Armement (DGA) du ministère de la défense français, situé à Val-de-Reuil dans le département de l'Eure en Normandie. 
Dans ce centre d'essais sont testées les maquettes des grands programmes navals de la Marine nationale (bâtiment de surface ou sous-marin) et des équipements de marines étrangères tels, dans les années 2010, les appareils propulsifs des sous-marins de la Royal Navy.

## Histoire
Initialement localisé à Paris sur un terrain de 8 hectares se trouvant entre le boulevard du Général-Martial-Valin, le boulevard périphérique et l'avenue de la Porte-de-Sèvres, dans le 15e arrondissement, le premier bassin du centre (long de 160 m) a été inauguré le 9 juillet 1906, en présence de son principal initiateur, l'ingénieur naval Louis-Émile Bertin. Pendant plusieurs décennies, cet outil d'expérimentation reste unique en Europe, et dépend de la Section technique des constructions navales.
Afin de préparer le transfert des activités vers les installations plus modernes de Val-de-Reuil, les moyens d'essais du site parisien sont fermés progressivement à partir des années 1990, le dernier restant en activité, jusqu'en 2009, étant le bassin de giration. Le site « historique » est livré aux pelleteuses tout au long de l'année 2010 afin de permettre la construction des bâtiments de l'« Hexagone Balard », opération immobilière destinée à regrouper à Paris le ministère de la Défense, certains de ses services et divers états-majors.

## Moyens d'essais
Par ordre chronologique de mise en service :

### Sites historiques de Paris
L'ensemble des bassins désignés ci-dessous sont l'œuvre des frères Auguste et Gustave Perret et sont démolis les uns après les autres entre février et décembre 2010.
- Bassin no 1, mis en service en 1906 est situé le long du boulevard Victor, bassin de traction long de 160 mètres[2].
- Cuve à houle mise en service en 1935[2].
- Bassin de giration, mis en service en 1942[2], de forme circulaire d'un diamètre de 60 m et d'une profondeur de 5,5 m. Ce bassin permettait l'étude de la manœuvrabilité des bâtiments de surface et des sous-marins. Son bras de traction pouvait atteindre la vitesse de 17 m/s. Il est l'un des rares moyens de ce type dans le monde. Le bâtiment est démoli en juin 2010[5].
- Bassin no 2, mis en service en 1950, de près de 145 m de long, 8 m de large et 1,8 m de profondeur[2].
- Bassin no 3, mis en service en 1970, mesure 220 m de long, 13 m de large et 4,5 m de profondeur. Sa plate-forme était capable d'atteindre la vitesse de 8,5 m/s. Ce moyen était équipé d'un générateur de houle[2].

Les bassins du site de Paris ont progressivement été fermés au fur et à mesure du transfert des activités dans les bassins plus vastes de Val-de-Reuil. En 2010, les anciens bassins de Paris ont été détruits pour faire place au chantier de construction du nouveau site du ministère de la défense.

### Site de Val-de-Reuil
- Grand tunnel hydrodynamique (GTH), construit à partir de 1984 et mis en service en 1987, est l'un des trois plus grands au monde à sa création[2]. Il possède deux sections parallèles, à section carré et section rectangulaire.
- Cuve à houle Roger-Brard[7], mise en service en 1999. Cuve de 30 m de long, 10 m de large, profondeur variable. Générateur à houle oblique.
- B600, bassin de traction de 550 m de long, 15 m de large et 7 m de profondeur, mis en service en 2001. Ce moyen est destiné à l'origine à remplacer les bassins de traction parisiens. Sa plateforme est capable d'atteindre la vitesse de 12 m/s. Son générateur de houle peut créer des vagues d'1 m d'amplitude.
- Cuve d'expérimentation hydrobalistique (moyen spécifique)
- Petit tunnel hydrodynamique : possédant une section de 48 par 60 cm.

Par ailleurs, DGA Techniques hydrodynamiques dispose de moyens de calcul numérique puissants utilisés en complément des essais pour simuler des écoulements (CFD : Computational Fluid Dynamics) en résolvant les équations de Navier-Stokes, équations de la mécanique des fluides, et prédire le comportement des navires.